# Kuej Jou-kuang
Kuej Jou-kuang (čínsky pchin-jinem Guī Yǒuguāng, znaky zjednodušené 归有光, tradiční 歸有光, 1506–1571) byl čínský spisovatel působící v říši Ming, známý především jako autor esejů a příležitostných textů, kritikou považovaný za nejlepšího prozaika mingského období.

## Jména
Kuej Jou-kuang používal zdvořilostní jména Si-fu (čínsky pchin-jinem Xīfǔ, znaky 熙甫) a Kchaj-fu (čínsky pchin-jinem Kāifǔ, znaky zjednodušené 开甫, tradiční 開甫) a literární pseudonymy Siang-ťi šeng (čínsky pchin-jinem Xiàngjǐ shēng, znaky zjednodušené 项脊生, tradiční 項脊生, mistr Siang-ťi) a Čen-čchuan (čínsky pchin-jinem Zhènchuān, znaky 震川).

## Život
Kuej Jou-kuang pocházel z Kchun-šanu v oblasti Nan č’-li (moderní městský okres Kchun-šan ve východočínské provincii Ťiang-su), narodil se roku 1506. Rod Kuej byl významný, jeho rodina však byla jen okrajovou větví rodu, a ani jeho otec ani děd nezastávali žádnou úřední funkci. Věnoval se studiu konfuciánského učení, přihlásil k úřednickým zkouškám a roku 1540 složil provinční zkoušky. Poté přihlásil se k metropolitním zkouškám v hlavním městě, ale neuspěl. V následujících letech přednášel na soukromých akademiích, stal se uznávaným esejistou a prozaikem a zkoušel štěstí u zkoušek. Metropolitní (a po nich palácové) zkoušky probíhaly každé tři roky, hlásil se na ně znovu a znovu, ale uspěl až na devátý pokus, roku 1565. Poté dostal místo okresního přednosty ve Čchang-singu v provincii Če-ťiang, po třech letech byl přeložen do Šun-te na post asistenta prefekta (tchung-pchan, 通判), kde měl na starosti chov koní pro poštovní službu. Roku 1570 přešel do Nankingu do funkce zástupce správce císařských stájí (tchaj-pchu-s’ čcheng, 太僕寺丞). Podílel se na sestavení Pravdivých záznamů císaře Ťia-ťinga.
Proslavil se svými eseji na nejrůznější témata. Patřil ke kritikům mínění Wang Š’-čena a dalších sedmi pozdějších mingských mistrů, že následováníhodným vzorem je literatura chanská a starší; proti nim prosazoval studium tchangských a sungských autorů. Mínil, že napodobování chanského stylu nakonec ústí v obyčejnou imitaci a průměrnost.
Jeho próza je ovlivněna způsobem psaní sungských Ou Jang-sioua (1007–1072)a Ceng Kunga (1019–1083), hodně si bral i z literárního stylu „čistých rozprav“ autorů 3. a 4. století. Jeho eseje a postřehy ke každodennímu životu byly charakteristické bohatým jazykem a živým podáním s pozorností k detailům. Kromě esejů psal i komentáře ke klasickým autorům, předmluvy a doslovy, pojednání, gratulace, epitafy, nápisy na stélách a nejrůznější příležitostné texty, zachovalo se také více než sto jeho básní. Publikoval i sbírky zkouškových esejů nejúspěšnějších kandidátů.
Vysoce ho oceňovali kritici soudobí, včetně Wang Š’-čena, a ještě více pozdější, např. Chuang Cung-si (1610–1695) ho měl za „největšího spisovatele mingské doby“. I další kritici ho vyzdvihovali jako nejlepšího prozaika od dob osmi tchangských a sungských mistrů. Ovlivnil autory tchungčchengské školy (17.–18. století), např. Fang Paoa, Liou Ta-kchueje, Jao Naje a Ceng Kuo-fana.
Sebrané Kuej Jou-kuangovy spisy vyšly pod názvem Čen-čchuan sien-šeng ťi (震川先生集). Jeho významnější práce jsou San-wu šuej-li lu (三吳水利錄) o vodních dílech v oblasti jezera Tchaj-chu a komentář I-ťing jüan-č’ (易經淵旨). Mezi jeho díla je počítán též soubor Ču-c’ chuej-chan (諸子匯函, Sbírka různých škol myšlení), kterou mu v éře Tchien-čchi (1621–1627) připsal její vydavatel z komerčních důvodů.